# FC Triesen
FC Triesen to klub piłkarski z Liechtensteinu, założony w 1932 roku. Klub osiem razy zdobył Puchar Liechtensteinu (ostatni raz w 1975 roku). Podobnie jak pozostałe kluby z Liechtensteinu, mecze na co dzień rozgrywa w sąsiedniej Szwajcarii, obecnie w 4. Lidze (7 poziom rozgrywkowy w Szwajcarii).

## Sukcesy
- 8 razy zdobywca Pucharu Liechtensteinu: 1946, 1947, 1948, 1950, 1951, 1965, 1972, 1975